# Niagara (Schiff, 1846)
Die Niagara war ein 1846 in Dienst gestellter Raddampfer der US-amerikanischen Reederei Collingwood Line, der am 24. September 1856 auf dem Michigansee durch ein ungeklärtes Feuer abbrannte und sank. Von den etwa 175 Passagieren und Besatzungsmitgliedern kamen zwischen 60 und 70 ums Leben. Es handelt sich dabei um eines der schwersten Transportunglücke in der Geschichte des US-Bundesstaats Wisconsin.

## Das Schiff

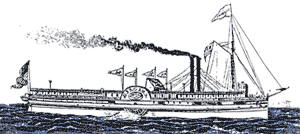
Eine zeitgenössische Zeichnung der Niagara

Der 1009 BRT große Raddampfer Niagara wurde 1846 auf der Werft Bidwell & Banta in Buffalo gebaut, einer der zu seiner Zeit größten Werften New Yorks. Er war ein so genannter „palace steamer“ („Palastdampfer“), wie eine bestimmte Gruppe von komfortablen Dampfschiffen genannt wurde, die zwischen 1844 und 1857 Passagiere und Fracht auf den Großen Seen transportierten. Sie galten als Gipfel des Passagierverkehrs auf den Großen Seen und als Verbindungsstück zwischen den Eisenbahnlinien im Mittleren Westen. Die Niagara war der zweite von insgesamt 25 gebauten Palace Steamern.
Die Niagara wurde von der der Reederei Collingwood Line betrieben, die ein Teil der 1832 gegründeten New York and Erie Railroad war, aus der später die Erie Railroad hervorging. Das Schiff war 70,1 Meter lang, 10,36 Meter breit und hatte eine Seitenhöhe von 4,26 Metern. Der hölzerne Rumpf war weiß angestrichen. Die Niagara wurde von einer Dampfmaschine angetrieben, die auf zwei Seitenschaufelräder wirkte.

## Das Unglück
Am Montag, dem 22. September 1856 um 14.00 Uhr lief die Niagara in Collingwood in der kanadischen Provinz Ontario zu einer Überfahrt über den Michigansee nach Chicago mit mehreren Zwischenstopps aus. Sie diente auf dieser Fahrt als vorübergehender Ersatz für die Keystone State, die in einem Sturm beschädigt worden war und repariert werden musste.

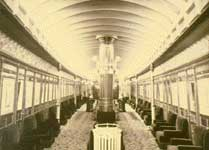
Die Innenausstattung der Niagara

Das Kommando hatte Kapitän Frederick S. Miller. Am 23. September lief das Schiff in Sheboygan (US-Bundesstaat Wisconsin) ein, wo etwa 25 Passagiere von Bord gingen. Neben 105 Tonnen Fracht und 21 Pferden waren auf der weiteren Fahrt zwischen 150 und 175 Passagiere an Bord; die genauen Zahlen differieren wegen der verlorenen Passagierliste und unterschiedlichen Berichten über das Unglück. Am Dienstag, dem 23. September um 12.00 Uhr mittags wurde Mackanic erreicht, wo mindestens sechs Fahrgäste zustiegen. Danach folgten Zwischenstopps in Two Rivers und Manitowoc.
Gegen 16.00 Uhr nachmittags am 24. September, gerade, als Port Washington in Sicht kam, wurden von Passagieren unter Deck Rauchwolken bemerkt, die aus dem Bereich des Maschinenraums zu kommen schienen. Ihnen folgten lange Flammen. Die Passagiere gaben sofort Alarm. Der Brand breitete sich schnell aus und hüllte den Dampfer, der sich zwischen vier und fünf Meilen vom Ufer entfernt befand, in Flammen und Rauch. Kapitän Miller drehte bei und steuerte das Ufer an, da er die Niagara in flachem Gewässer auf Grund laufen lassen wollte. Der starke Wind fachte die Flammen noch mehr an. Versuche, das Feuer unter Verwendung von Feuerlöschschläuchen zu stoppen, scheiterten. Kurz danach stoppten die Dampfmaschinen und die Schaufelräder.
Die Passagiere brachen in Panik aus und stürmten die Rettungsboote, von denen alle bis auf eines kenterten. Viele Menschen sprangen von Bord, um dem Feuer zu entkommen. Mütter warfen ihre Kinder über Bord und sprangen hinterher. Das Wasser war nach zeitgenössischen Berichten zu kalt, als dass ein Mensch längere Zeit darin überleben konnte. Einigen Berichten zufolge gab es an Bord keine Schwimmwesten, sodass die über Bord Gesprungenen ertranken. Kabinentüren wurden mit Äxten eingeschlagen und zusammen mit allem, was schwimmfähig war, über Bord geworfen, um als Schwimmhilfe zu dienen. Über die Bordwände wurden Seile geworfen, an die sich Männer und Frauen klammerten, bis die Flammen sie erreichten.
Mehrere Schiffe, die sich in unmittelbarer Nähe aufhielten, kamen zum Unglücksort und nahmen die Überlebenden auf, darunter die Dampfschiffe Traveler und Illinois und die Schoner Marble und Mary Grover. Auch ein Rettungsboot aus Port Washington kam zur Hilfe und rettete 20 Menschen. Zwischen 60 und 70 Menschen, hauptsächlich Passagiere, starben im Feuer oder ertranken im Michigansee. Kapitän Miller und alle Mannschaftsmitglieder bis auf zwei überlebten. Unter den Todesopfern war der 57-jährige Politiker John B. Macy, ein ehemaliger Kongressabgeordneter der Demokraten.
Kapitän Miller bestand bei späteren Befragungen darauf, dass das Feuer nicht im Maschinenraum ausgebrochen sein konnte, da er diesen als feuersicher erachtete. Er vermutete, dass sich zur Ladung gehörende entflammbare Güter entzündet hatten. Zeitungen berichteten auch vom Verdacht auf eine Brandbombe. Die genaue Ursache für das Feuer wurde nie vollständig aufgeklärt. Das Unglück sorgte für Aufruhr in den lokalen Medien. Es ist eines der schwersten Transportunglücke in der Geschichte Wisconsins.
Das Wrack der Niagara liegt in 17 Metern Tiefe etwa 1,6 Kilometer vor der kleinen Ortschaft Belgium auf Position 43° 29′ 19″ N, 87° 46′ 30″ W. 1996 wurde es in die Kulturdenkmalliste National Register of Historic Places (Registrierungsnummer 96001456) aufgenommen.